# Inelipse de Steiner

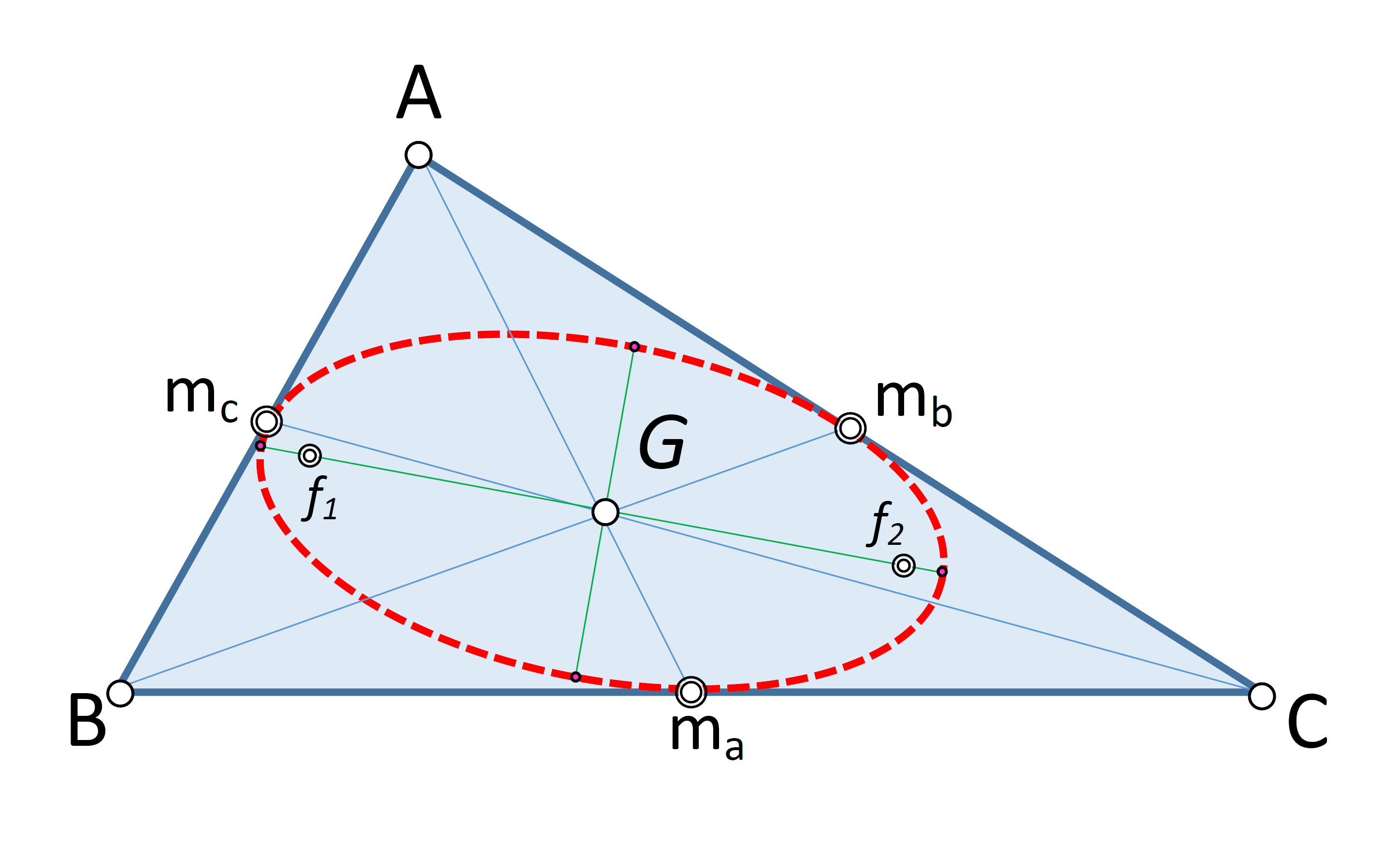
Inelipse de Steiner de un triángulo ABC, con centro en el centroide G y tangente a los puntos medios de sus lados

En geometría, la inelipse de Steiner, inelipse de los puntos medios o simplemente elipse de los puntos medios de un triángulo, es la única elipse inscrita en el triángulo y que es tangente a los lados en su puntos medios. Es un ejemplo de una incónica. En comparación, la circunferencia inscrita y la inelipse de Mandart de un triángulo son otros elementos tangentes a los lados, pero no a los puntos medios (a menos que el triángulo sea equilátero). La inelipse de Steiner fue atribuida por Dörrie a Jakob Steiner, y Kalman dio una prueba de su singularidad.
La inelipse de Steiner está relacionada con la circunelipse de Steiner (también denominada simplemente elipse de Steiner), que es la única elipse que pasa por los vértices de un triángulo dado y cuyo centro es el centroide del triángulo.

## Ecuación trilineal

La inelipse de Steiner. De acuerdo con el teorema de Marden, dado el triángulo con vértices (1,7), (7,5) y (3,1), los focos de la inelipse son (3,5) y (13/3,11/3), siendo
D_{x}(1 + 7i − x)(7 + 5i − x)(3 + i − x) = -3(13/3 + 11/3i − x)(3 + 5i − x).

La ecuación de la inelipse de Steiner en coordenadas trilineales para un triángulo con longitud de sus lados a, b, c es
{\displaystyle a^{2}x^{2}+b^{2}y^{2}+c^{2}z^{2}-2abxy-2bcyz-2cazx=0}

## Propiedades
- El centro de la inelipse de Steiner de un triángulo es el centroide del triángulo: la intersección de las medianas[1][5] del triángulo. La inelipse de Steiner es la única que tiene su centro en el centroide del triángulo.[5]

- La inelipse de Steiner de un triángulo tiene el área más grande de cualquier elipse interior de ese triángulo; como la elipse inscrita más grande, es el elipsoide de John del triángulo. Su área es {\displaystyle {\tfrac {\pi }{3{\sqrt {3}}}}} multiplicada por el área del triángulo.[5][6] Por lo tanto, su área es un cuarto que la de la  circunelipse de Steiner.

- La inelipse de Steiner es la única incónica que es tangente en los puntos medios de dos de los lados del triángulo. Es decir, si una elipse es tangente al triángulo en los puntos medios de dos lados y también tangente al tercer lado, entonces el último punto de tangencia es el punto medio de ese tercer lado.[5]

- La inelipse de Steiner es la circunelipse de Steiner del triángulo medial.

- Las longitudes de los semiejes mayor y menor para un triángulo con lados a, b, c son[1]

{\displaystyle {\frac {1}{6}}{\sqrt {a^{2}+b^{2}+c^{2}\pm 2Z}},}
donde
{\displaystyle Z={\sqrt {a^{4}+b^{4}+c^{4}-a^{2}b^{2}-b^{2}c^{2}-c^{2}a^{2}}}.}
- De acuerdo con el teorema de Marden,[3] si los tres vértices del triángulo son los ceros complejos de un polinomio cúbico, entonces los focos de la inelipse de Steiner son los ceros de la derivada del polinomio.

- El eje principal de la inelipse de Steiner es la recta de mejor ajuste ortogonal de los vértices.[6]

- Denominando G, F+ y F− respectivamente al centroide y al primer y segundo punto de Fermat de un triángulo, el eje principal de la inelipse de Steiner del triángulo es la bisectriz interna de ∠F+GF−. Las longitudes de los ejes son |GF−| ± |GF+|: es decir, la suma y la diferencia de las distancias de los puntos de Fermat desde el centroide.[7]

- Los ejes de la inelipse de Steiner de un triángulo son tangentes a su parábola de Kiepert, la única parábola que es tangente a los lados del triángulo y tiene la recta de Euler como su directriz.[7]

- Los focos de la inelipse de Steiner de un triángulo son las intersecciones del eje principal de la inelipse y el círculo con el centro en el eje menor y pasando por los puntos de Fermat.[7]

- Al igual que con cualquier elipse inscrita en un triángulo ABC, siendo los focos P y Q se tiene que[8]

{\displaystyle {\frac {{\overline {PA}}\cdot {\overline {QA}}}{{\overline {CA}}\cdot {\overline {AB}}}}+{\frac {{\overline {PB}}\cdot {\overline {QB}}}{{\overline {AB}}\cdot {\overline {BC}}}}+{\frac {{\overline {PC}}\cdot {\overline {QC}}}{{\overline {BC}}\cdot {\overline {CA}}}}=1.}

## Construcción gráfica

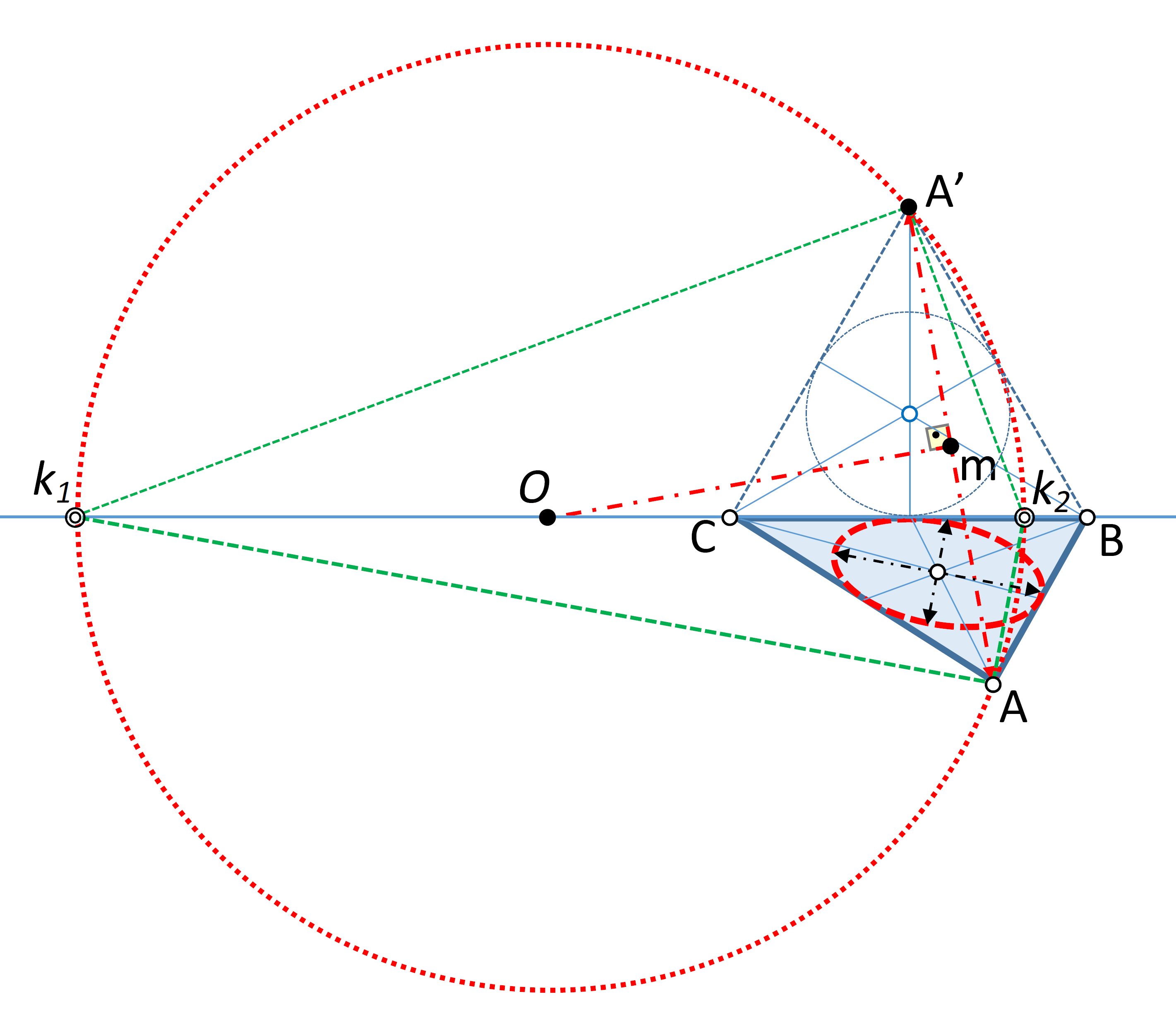
Construcción gráfica de la inelipse de Steiner (color rojo), valiéndose de la afinidad entre los triángulos ABC y A'BC

Es posible determinar la inelipse de Steiner de un triángulo ABC mediante una construcción gráfica. El fundamento teórico está basado en establecer una homología afín entre los puntos de un triángulo dado con los de un triángulo equilátero. Esta proyección conserva la proporción de los puntos medios de los lados, lo que a su vez posibilita establecer una correspondencia gráfica entre la circunferencia inscrita del triángulo equilátero, y la inelipse buscada. La determinación de los ejes de la elipse se basa en la existencia de dos familias de rayos perpendiculares entre sí, que también lo son a ambos lados de la afinidad.
Para ello, basta tomar como eje de la afinidad uno de los lados del triángulo (si el triángulo es equilátero, el problema es trivial, puesto que la inelipse coincide con su circunferencia inscrita; y si es isósceles, es necesario elegir uno de los dos lados iguales), y hacer corresponder entre sí los otros dos vértices. 
El procedimiento es el siguiente:
1. Dado el triángulo ABC, construir el triángulo equilátero A'BC sobre el lado BC.
2. Trazar el segmento A'A (dirección principal de la afinidad con eje en BC) entre los dos triángulos.
3. Desde el punto medio m de A'A, trazar la mediatriz hasta que corte el lado BC (o su prolongación) en el punto O.
4. Dibujar la circunferencia con centro en O y que pasa por A' y por A, que corta la recta BC en k1 y k2.
5. La dirección del rayo k1A coincide con la del eje mayor de la inelipse de Steiner, y la del rayo k2A con la del eje menor.
6. Los puntos extremos sobre los semiejes de la inelipse se obtienen proyectando según la afinidad establecida los puntos de la circunferencia inscrita al triángulo equilátero donde son tangentes las rectas paralelas a los rayos k1A'  y k2A' .

Esta misma construcción es aplicable a la circunelipse de Steiner, pero tomando la circunferencia circunscrita del triángulo equilátero.

## Generalización
La inelipse de Steiner de un triángulo se puede generalizar a n-gonos: algunos n-gonos tienen una elipse interior que es tangente a cada lado en el punto medio del lado. El teorema de Marden todavía se aplica: los focos de la inelipse de Steiner son los ceros de la derivada del polinomio cuyos ceros son los vértices del n-gono.